# ژانگ روی (بازیکن فوتبال)
ژانگ روی (انگلیسی: Zhang Rui؛ زادهٔ ۱۷ ژانویهٔ ۱۹۸۹) بازیکن فوتبال اهل چین است.

وی همچنین در تیم ملی فوتبال زنان چین بازی کرده‌است.